# William Robert Alford
William Robert Alford, detto Red (Canton, 21 luglio 1937 – 29 maggio 2003), è stato un matematico statunitense, attivo nella ricerca nella teoria dei numeri.
Servì nella United States Air Force; nel 1994 dimostrò insieme a Carl Pomerance e Andrew Granville l'esistenza di infiniti numeri di Carmichael.
Morì nel 2003 a causa di un tumore al cervello.
Il suo numero di Erdős è 2.